# Elena fra Avalor
Elena fra Avalor (engelsk: Elena of Avalor) er en animationsserie som bliver sendt på Disney Channel og kan streames fra Disney+. Serien er en spin-off af serien Sofia den Første. 

## Danske Stemmer
- Anette Støvelbæk
- Annevig Schelde Ebbe
- Caspar Phillipson
- Clara Oxholm
- Clara Phillipson
- Emil Birk Hartmann
- Henrik Koefoed
- Jan Tellefsen
- Johnny Jørgensen
- Josephine S. Ellefsen
- Judith Rothenborg
- Liva Elvira Magnussen
- Lucas Lomholt Eriksen
- Maja Iven Ulstrup
- Martin Greis
- Mathias Hartmann Niclasen
- Max-Emil Nissen
- Mette Skovmark
- Mia Maja Van Toornburg
- Michael Elo
- Mira Andrea Balloli
- Morten Lützhøft
- Peter Zhelder
- Silas Victor Phillipson
- Sonny Lahey
- Thomas Magnussen
- Vibeke Dueholm

Titelsang sunget af: Szhirley